# 朝野ナツ
朝野 ナツ（あさの ナツ、2002年8月5日 - ）は、日本のグラビアアイドル、ライブアイドル、タレント。愛知県名古屋市出身。POPCAST所属（SPJ Entertainmentと業務提携）。

## 略歴
2023年3月24日、ファーストDVD『ミルキー・グラマー』（竹書房）を発売。
2023年9月、『ミスFLASH2024』の選考オーディションにてファイナリストに選出。
2024年5月、『週刊SPA!』（扶桑社）の「グラビアン魂」にグラビア初掲載。

## 人物
- 趣味：お料理、お裁縫、ゲーム、アニメ映画鑑賞、国内旅行、ダンス、スノーボード、ダイビング、犬と遊ぶ[2]。
- 特技：ダンスは人よりも覚えるのが早い、初対面の人とすぐに仲良くなれる、身体が柔らかい[2]。
- 学生時代に9年間チアリーディングを行っていた[5]。

## 作品

### イメージビデオ
- ミルキー・グラマー（2023年3月24日、竹書房）[6][7]
- ナツヤスミ（2023年6月28日、スパイスビジュアル）[8][9]
- あやし上手のIカップ（2023年9月20日、ラインコミュニケーションズ）[10][11]
- 弾むなっちゃん（2024年1月26日、竹書房）[12][13]
- モッツァレラBODY（2024年4月23日、エアーコントロール）[14][15]
- ナツメロン（2024年7月26日、エスデジタル）[16][17]
- 忘れられないナツ（2025年5月23日、竹書房）[18]

### デジタル写真集
- 胸が熱いから…（2023年2月24日、プレステージ出版、撮影：早川達也）[19]
- 大迫力（2023年6月16日、竹書房［Bamboo e-Book］）
- ぶるんぶるん（2023年6月16日、竹書房［Bamboo e-Book］）
- ゆれるなっちゃん（2024年4月19日、竹書房［Bamboo e-Book］）
- 清純なんだけどすごい！（2024年5月3日、扶桑社［SPA!グラビアン魂デジタル写真集］、撮影：高橋慶佑）
- あやし上手のIカップ（2024年6月22日、ラインコミュニケーションズ［Idol Line］、撮影：横内禎久）
- なっちゃん！ vol.1･2･3（2024年11月21日、講談社［FRIDAYデジタル写真集］、撮影：矢西誠二）[20][21][22]